# کوترماهی‌نما
کوترماهی‌نما (نام علمی: Paralepididae) نام یک تیره از راسته لوله‌سانان است.